# یاری نینیمکی
یاری نینیمکی (فنلاندی: Jari Niinimäki؛ زادهٔ ۱ دسامبر ۱۹۵۷) بازیکن فوتبال اهل فنلاند بود.
وی همچنین در تیم ملی فوتبال فنلاند بازی کرده‌است.